# Мейер, Герман Юлиус
Герман Юлиус Мейер (нем. Herrmann Julius Meyer; 4 апреля 1826 года, Гота, Тюрингия — 12 марта 1909 года, Лейпциг, королевство Саксония) — немецкий издатель XIX века. Сын Йозефа Мейера — основателя библиографического института (издательства) в Готе и издателя универсальной энциклопедии. Основал в Лейпциге Ассоциацию строительства дешевых квартир (1888).

## Биография
Герман Мейер родился в 1826 году в семье издателя Йозефа Мейера в Тюрингии, королевской резиденции Гота, в герцогстве Саксония-Гота-Альтенбург. Прошёл обучение на продавца книг. Работал в издательстве своего отца, которое было основано в Готе в 1826 году как библиографический институт. С 1828 года этот институт находился в Хильдбургхаузене в герцогстве Саксония-Майнинген.
После поражения мартовской революции 1848—1849 годов Герман Мейер бежал в США. В 1849 году он основал филиал Библиографического института в Нью-Йорке, который был закрыт в 1854 году. После смерти отца в 1856 году он взял на себя управление издательством, которое испытывало финансовые трудности. Герман Мейер и укрепил положение издательства, продолжил издание энциклопедического словаря Мейера — главного немецкого энциклопедического словаря до объединения с энциклопедией Брокгауз (1984).
В 1861 году издательство Мейера опубликовало классическую серию о жизни животных Альфреда Брема и переиздало её, так как этот проект оказался очень успешным. В 1874 году Мейер перенёс резиденцию Библиографического института из Хильдбургхаузена в Королевство Саксония — в пригород Лейпцига Рейдниц (с 1889 года район Лейпцига).
У Германа Мейера было шестеро сыновей: Ганс (1858—1929) был исследователем Африки (Германской Восточной Африки), первым покорившим Килиманджаро. Его работы легли в основу новой науки — вулканологии. Арндт (1859—1928), Карл (1861—1908) и Герман (1871—1932) Мейер также были исследователями Африки.
В 1884 году Герман Мейер отказался от издательства и передал его своим старшим сыновьям Арндту и Гансу.
В 1885—1886 годы он построил исторический дом на Плагвитцерштрассе (ныне Кете-Кольвиц-штрассе) в районе Баха в Лейпциге. Он был спроектирован другом Мейера, архитектором Максом Поммером (1847—1915).

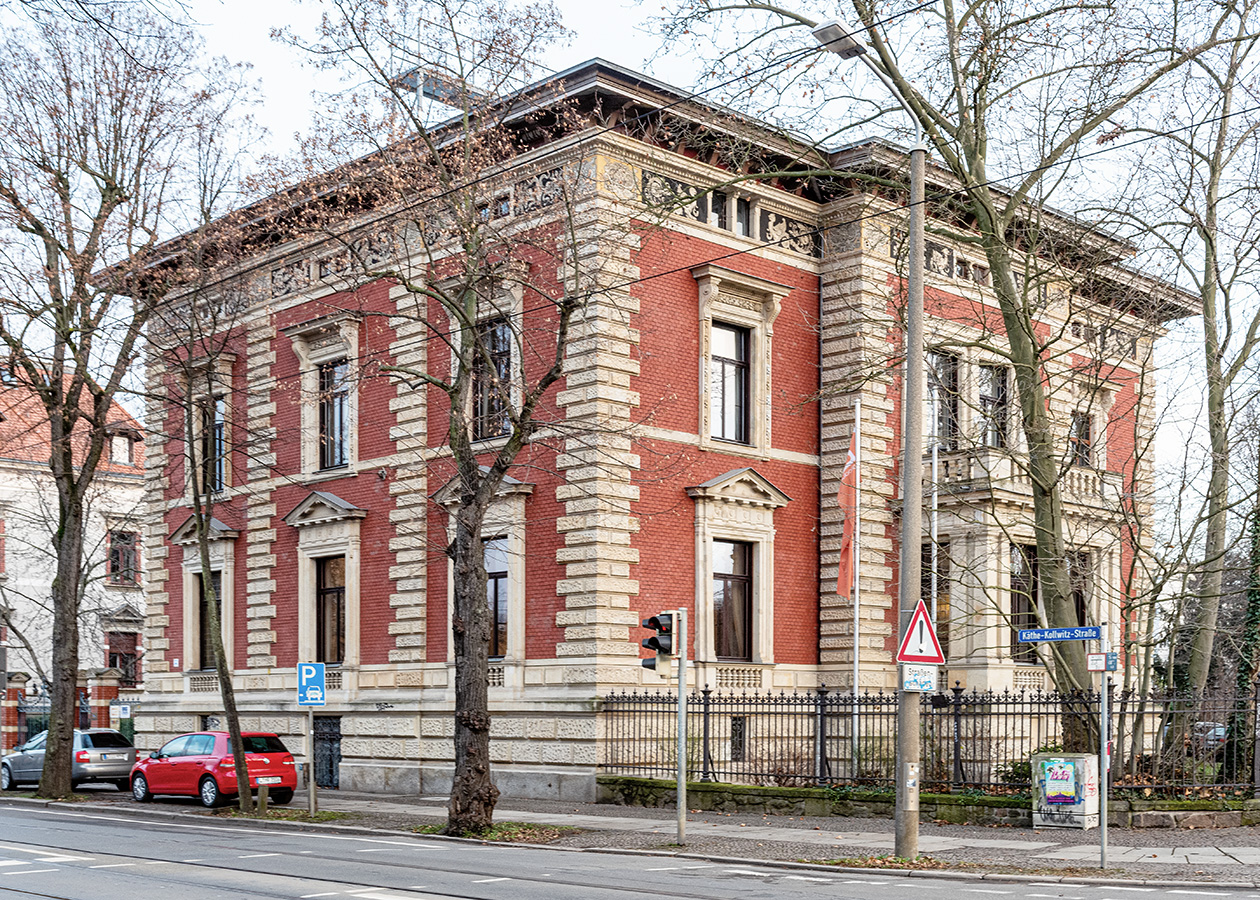
Вилла Мейер на улице Кете Кольвиц

В 1888 году Герман Мейер основал в Лейпциге Ассоциацию строительства дешевых квартир. 3 апреля 1900 года он преобразовал ассоциацию в Фонд строительства дешевых квартир. К 1914 году фонд создал четыре жилых посёлка, в общей сложности около 2700 квартир, в районах Лейпцига Линденау, Ойтрич (Eutritzsch), Рейдниц (Reudnitz) и Кляйнцшохер (Kleinzschocher). Мейер поручил Максу Поммеру приобретение, планирование и застройку новых земельных участков.
Герман Мейер умер в 1909 году и был похоронен на Лейпцигском кладбище Зюдфридхоф (III отделение).

## Память
В год смерти Германа Мейера жители посёлка Рейдниц открыли мемориальную доску в его память, а в 1928 году улица в посёлке Кляйнцшохер была названа в его честь Герман Мейерштрассе. Сегодня она в народе по-прежнему называется «Мейерсдорф».